# 420
420 (CDXX) var ett skottår som började en torsdag i den julianska kalendern.

## Händelser

### Okänt datum
- Pharamond leder frankerna över Rhen.
- Den kinesiska Jindynastin dör ut. Liu Yu (Liu Songdi) blir den förste härskaren av Liu Songdynastin.
- De södra dynastierna påbörjas i Kina.
- Bahram V efterträder Yazdegerd I som kung av Persien.

## Födda
- Glycerius, västromersk kejsare (omkring detta år).
- Rah Jah, kinesisk härskare av Kimdynastin.

## Avlidna
- 30 september – Hieronymus, kyrkofader, bibelöversättare och helgon.
- Paulus Orosius, spansk historiker och teolog.
- Yazdegerd I, kung av Persien (född 399).